# Вулиця Святослава Хороброго (Дніпро)
Вулиця Святослава Хороброго — вулиця у Шевченківському й Центральному районах міста Дніпро.

## Опис
Вулиця Святослава Хороброго починається від Довгого байрака, через який перекинутий шляховий насип з Нагірного району від вулиці Чернишевського. Вулиця пролягає на заході до колишнього русла річки Половиця, де переходить у проспект Пушкіна. Довжина вулиці — 1600 метрів. Вулиця відділяє Половицю від її околиці — Млинів.

## Історія
За часів Катеринослава вулиця мала назву Велика Базарна за великим катеринославським базаром, що зараз у народі прозивається «троїцьким» (за кафедральним Свято-Троїцьким собором за два квартали нижче), а за часів радянської влади прозивавалася Червоною вулицею (за перейменованими вулицею та майданом). 1936 року була перейменована на вулицю Чкалова на честь радянського льотчика Валерія Чкалова. 2016 року перейменована на честь князя київського Святослава Хороброго.

## Будівлі
- № 11 — Державний проєктно-конструкторський інститут збагачувального устаткування Діпромашзбагачення.
- № 12, 12а — бізнес-центр.
- № 21 — Троїцький базар.
- № 23 — Управління Служби безпеки України у Дніпропетровській області.

## Перехресні вулиці
- Вулиця Архітектора Олега Петрова
- Виконкомівська вулиця
- вулиця Кониського
- вулиця Січових Стрільців
- вулиця Михайла Грушевського
- Троїцька вулиця
- вулиця Короленка
- Воскресенська вулиця
- провулок Ушинського
- Херсонська вулиця
- Вулиця Лазаря Глоби
- проспект Лесі Українки

## Транспорт
- Трамвайні маршрути № 5 та 7 прямують від початку до кінця вулиці Святослава Хороброго.
- Трамвайні маршрути № 4 та 12 прямують від вулиці Короленка до кінця вулиці.